# Gulgumpad tangara
För fågelarten Hemithraupis flavicollis, se gulryggig tangara.
Gulgumpad tangara (Heterospingus rubrifrons) är en fågel i familjen tangaror inom ordningen tättingar.

## Utseende
Gulgumpad tangara är en färglös mellangrå tangara med kontrasterande citrongult på övergumpen. Noterbart är även vita duniga fjädrar på sidan av bröstet, precis under vingknogen. Näbben är relativt tjock. Könen är lika. 

## Utbredning och systematik
Fågeln förekommer i regnskog i låglänta områden i östra Costa Rica och Panama. Den behandlas som monotypisk, det vill säga att den inte delas in i några underarter.

## Levnadssätt
Gulgumpad tangara är en skogslevande fågel. Den ses vanligen i trädtaket, ofta i par och som en del av kringvandrande artblandade flockar.

## Status och hot
Arten har ett stort utbredningsområde, men tros minska i antal, dock inte tillräckligt kraftigt för att den ska betraktas som hotad. Internationella naturvårdsunionen IUCN listar arten som livskraftig (LC). Beståndet uppskattas till i storleksordningen 20 000 till 50 000 vuxna individer.